# آدری بیتونی
آدری بیتونی (به انگلیسی: Audrey Bitoni) بازیگر آمریکایی فیلم‌های پورنو و مدل بزرگسالان است.

## زندگی‌نامه
آدری بیتونی در ۱۶ اوت ۱۹۸۶ در پاسادینا، کالیفرنیا در خانواده‌ای ایتالیایی/آلمانی/اسپانیایی به دنیا آمد. وی در شیکاگو، ایالت ایلینوی بزرگ شد و در سال ۲۰۰۶ از دانشگاه ایالتی آریزونا، با مدرک لیسانس ارتباطات فارغ‌التحصیل شد. بیتونی برای جایزه AVN بهترین ستاره کوچک جدید در سال ۲۰۰۸ نامزد شد. او در حال حاضر در لس‌آنجلس زندگی می‌کند. وی از مشهورترین ستاره‌های صنعت پورن است.